# Neurigona grisea
Neurigona grisea är en tvåvingeart som beskrevs av Octave Parent 1944. Neurigona grisea ingår i släktet Neurigona och familjen styltflugor. Inga underarter finns listade i Catalogue of Life.